# Győző Mihailich

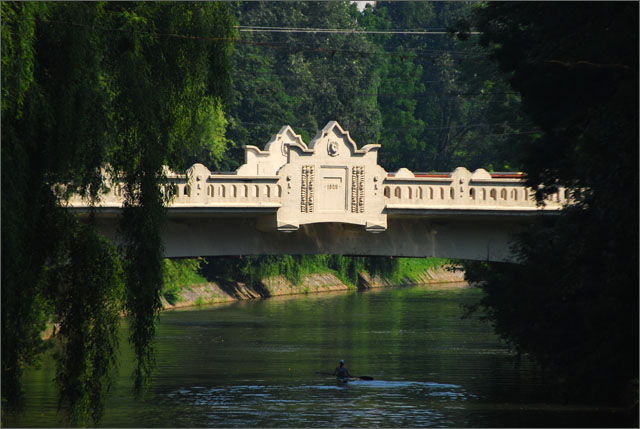
Podul Decebal din Timișoara, construit în 1910 după planurile lui Győző Mihailich

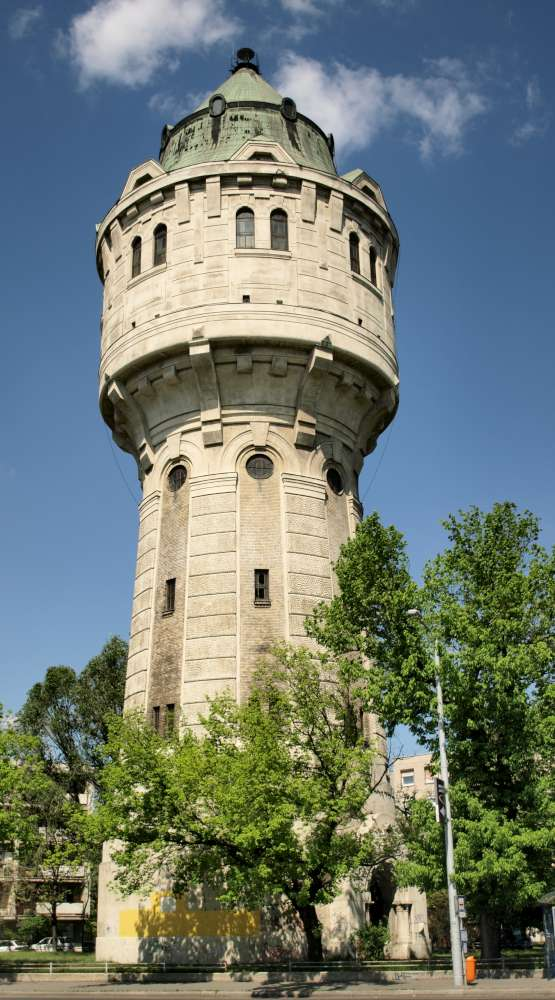
Turnul de apă din Újpest este o lucrare remarcabilă a arhitecturii maghiare timpurii din fier și beton armat, construită în 1912 pe baza planurilor lui Győző Mihailich

Győző Mihailich (n. 14 octombrie 1877, Recaș, comitatul Timiș, Țările Coroanei Sfântului Ștefan, Austro-Ungaria – d. 18 martie 1966, Budapesta, Republica Populară Ungară) a fost un inginer civil.

## Biografie
S-a nascut în Recaș (pe atunci numit Temesrékas), la douăzeci de kilometri de Timișoara.
A studiat la Kecskemét și apoi, în 1899, a obținut diploma de inginer civil la Universitatea Tehnică din Budapesta. A fost discipolul și asistentul profesorului Antal Kherndl (1842-1919), pionier în grafostatică. Din 1906, a obținut calificarea de profesor și a devenit lector invitat la cursul de structuri din beton armat. În 1916, i s-a acordat titlul de profesor extraordinar și în 1920 a fost numit profesor public titular la Catedra de Construcții de Poduri nr. II, nou înființată. În același an, a devenit șeful catedrei, funcție pe care a deținut-o timp de 37 de ani. Din 1931, a fost și conducătorul Laboratorului de Construcții din Beton și Beton Armat, aflat în cadrul catedrei de construcții de poduri.
Institutul de Perfecționare a Inginerilor a fost înființat pe 26 iulie 1939, la inițiativa profesorilor Buday László, Pattantyús Á. Géza și Győző Mihailich, ca primul institut de perfecționare a inginerilor din Europa. Mihailich a fost primul director al institutului.
În 1948 a primit titlul de doctor honoris causa în domeniul tehnic de la Universitatea Tehnică din Budapesta, iar în 1954 a primit același titlu de la Universitatea Tehnică din Dresda. A fost membru corespondent al Academiei Maghiare de Științe din 1933, iar din 1949, membru deplin. A fost primul director al Secției de Științe Tehnice a Academiei Maghiare de Științe, reorganizată în anul 1950. De asemenea, a fost organizatorul Comitetului de Științe în Construcții format în cadrul aceleiași secții și a fost primul său președinte până la pensionarea sa în anul 1957.
A fost decanul Facultății de Arhitectură, din cadrul Universității Tehnice din Budapesta și de două ori rector al universității (1942-1943 și 1949-1950).
Mihailich a petrecut aproape șaizeci de ani în slujba educației, cercetării și proiectării. El este responsabil de fundamentarea și dezvoltarea teoretică și practică a construcțiilor din beton armat în Ungaria. În calitate de profesor de structuri din beton armat, Mihailich a depus eforturi deosebite în promovarea structurilor din beton armat. Între 1906 și 1914, în Ungaria, s-au construit 16 poduri de grinzi din beton armat cu o deschidere de peste 30 de metri. Podul Decebal din Timișoara, finalizat în 1908, cu o deschidere centrală de 38,4 metri, a fost cel mai mare pod de grinzi din beton armat al vremii și a primit o mențiune la Expoziția Mondială din Paris din 1910.
El a crezut și a susținut că lectorii universitari nu ar trebui să fie separați de viața industrială. El a prezentat rezultatele muncii sale teoretice și practice în numeroase studii în presa de comerț intern și extern. Principalele sale lucrări teoretice includ "Structuri din beton armat" (Vasbetonszerkezetek în limba maghiară), care a avut mai multe ediții (1922), fiind un manual pentru studenți și un ghid pentru ingineri experimentați, și "Istoria construcțiilor de poduri din secolele al XIX-lea și al XX-lea în Ungaria" (A XIX. és XX. századi magyar hídépítés története în limba maghiară), publicat în 1960.
Mihailich a fost responsabil de proiectarea podului peste Tisa din Szolnok (1910-1911), podului peste Crișul Repede din Berekböszörmény (1910-1911) și a podului peste Crișul Negru din Tămașda (1911-1912). Pe baza planurilor de consolidare și lărgire realizate de Mihailich, Podul Margit din Budapesta a fost reconstruit între anii 1935 și 1937. Împreună cu Folly Róbert, a proiectat Podul Polgári (1938-1941; 1947-1948) și Podul de pe Tisa din Szeged (1948). Planurile sale pentru podurile peste Dunăre din Óbuda și Lágymányos au fost premiate. A participat activ în calitate de expert în reconstrucția podurilor din Budapesta distruse în timpul războiului și ulterior.
De asemenea, a proiectat un depozit de cereale, cu o capacitate de 35.000 de tone, în Csepel (1927-29), un garaj pentru autobuze în Zugló, strada József Szabó (1929-30) și un turn de apă în Újpest.
Începând din 1916, timp de patru decenii, a oferit consultanță și expertiză în realizarea tuturor structurilor notabile de poduri și hale. Pentru munca sa, a primit mai multe distincții de stat.

## Realizări

### Activitate arhitecturală

#### Timișoara
- Podul Decebal (Liget-úti híd)

#### Szolnok
- Podul peste Tisa din Szolnok

#### Csepel
- Depozitul de cereale MAHART - 1211 Budapesta, str. Weiss Manfréd 5–7.

#### Újpest
- Turnul de apă

#### Publicații
- Structuri din beton armat (Budapesta, 1922);
- Istoria construcțiilor de poduri din secolele al XIX-lea și al XX-lea în Ungaria (Budapesta, 1960);
- Începuturile construcției din beton armat și primele facilități în Ungaria (cu Győző Haviár, Budapesta, 1966).

### Carieră
- 1920 șeful Catedrei de Construcții de Poduri nr. II;
- 1931 Șeful Laboratorului de Construcții Beton și Beton Armat
- 1941 Director fondator al Institutului de Pregătire a Inginerilor;
- 1948 Premiul Kossuth;
- 1950 Academia Maghiară de Științe - primul șef al Departamentului de Științe Tehnice;
- A fost organizatorul și președintele Comitetului de Arhitectură până la pensionare (1957);
- rector Universității Tehnice din Budapesta și decan al Facultății de Arhitectură.